# Peucedanum skardicum
Peucedanum skardicum är en flockblommig växtart som beskrevs av Charles Baron Clarke. Peucedanum skardicum ingår i släktet siljor, och familjen flockblommiga växter. Inga underarter finns listade i Catalogue of Life.